# 緑町 (郡山市)
緑町（みどりまち）は、福島県郡山市に所在する町丁である。郵便番号は963-8023。

## 地理
郡山市役所本庁所管地域である市街中心部に属する。北で西ノ内、東で桃見台、長者、南で豊田町、南西角で開成、西で朝日とそれぞれ隣接する。中心市街地中部に位置し、住居表示が実施されている。さくら通り以北、内環状線東側に広がる区域を範囲とする。住宅地が広がり、主に幹線道路に沿い店舗が点在する。長者に所在する郡山警察署長者交番、および堂前町に所在する郡山消防署本署がそれぞれ管轄にあたる。

## 世帯数と人口
2024年1月1日現在の世帯数と人口は以下の通りである。
| 町丁 | 世帯数  | 人口  |
| ---- | ------- | ----- |
| 緑町 | 416世帯 | 809人 |

## 小・中学校の学区
市立小・中学校に通う場合、学区は以下の通りとなる。
| 番地 | 小学校               | 中学校                 |
| ---- | -------------------- | ---------------------- |
| 全域 | 郡山市立桃見台小学校 | 郡山市立郡山第五中学校 |

## 交通

### 道路
- 福島県道142号河内郡山線（さくら通り）
- 一級市道30号荒井八山田線（内環状線）

## 施設等
- 太田看護専門学校
- セブンイレブン 郡山緑町店
- ファミリーマート 郡山緑町店
- ネッツトヨタ郡山 本社緑町店
- 郡山インターナショナルスイミングクラブ